# Bernhard Heiliger

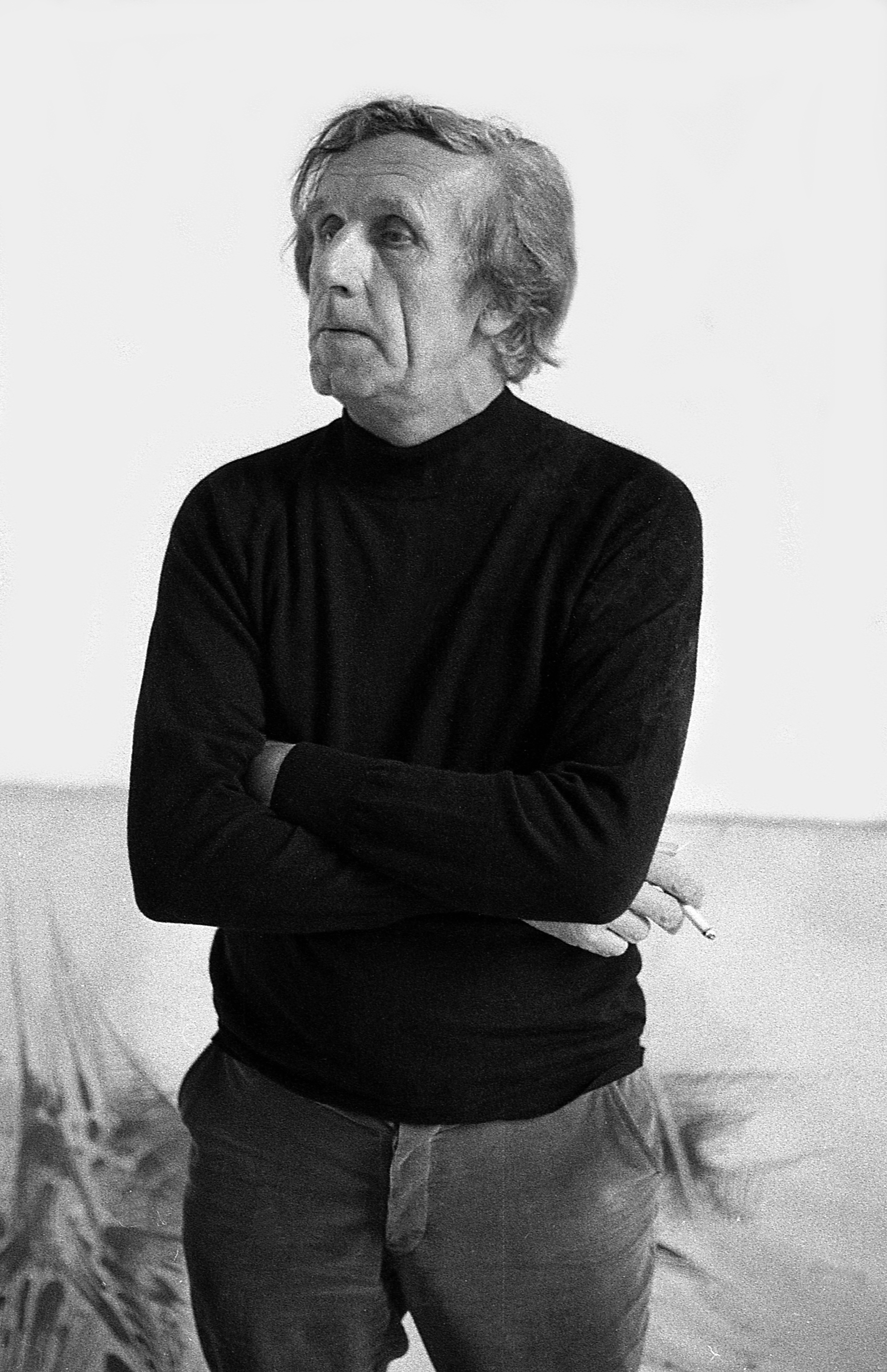
Bernhard Heiliger (1974)

Bernhard Heiliger (* 11. November 1915 in Stettin; † 25. Oktober 1995 in Berlin) war ein deutscher Bildhauer und lehrte von 1947 bis 1986 als Professor für Plastik.

## Leben
Bernhard Heiliger war das vierte Kind des Berliner Kaufmanns Hermann Heiliger und dessen Ehefrau Anna Helene Heiliger, geborene Gensen. 1911 war die Familie von Berlin nach Stettin übergesiedelt, wo sich der Vater als Stoff- und Tuchhändler niederließ. Die drei älteren Schwestern Hildegard, Hertha und Lieselotte wurden noch in Berlin geboren.
Heiliger besuchte ab 1921 die Barnim-Mittelschule in Stettin, die er nach der neunten Klasse verließ. Von 1930 bis 1933 absolvierte er eine Steinbildhauer-Lehre und erhielt anschließend von 1933 bis 1936 eine Ausbildung an der Kunstgewerbeschule Stettin (ehemals „Werkschule für gestaltende Arbeit“) bei dem Bauhaus-Schüler Kurt Schwerdtfeger. Danach studierte Heiliger von 1938 bis 1941 an der Kunstakademie Berlin, wo er in der Klasse von Arno Breker war.
Während des Studiums pflegte Heiliger Kontakte zu Richard Scheibe und Wilhelm Gerstel. Im Frühjahr 1939 hielt er sich für zwei Wochen in Paris auf, wo er mit Werken Moderner Kunst in Kontakt kam, die in Deutschland schon längst aus den Sammlungen verschwunden waren. Seine dortigen Eindrücke beschrieb er stets als prägend; er traf Aristide Maillol und Charles Despiau und studierte unter anderem Arbeiten von Auguste Rodin, Constantin Brâncuși oder Hans Arp.
Nach seiner Rückkehr heiratete er die Kunststudentin Ruth Maria Linde (1916–1996), die ein Kind von ihm erwartete und kurz darauf ihre Tochter Jutta zur Welt brachte. Im Mai 1941 folgte ihr Sohn Stefan Heiliger (Möbeldesigner) und 1942 die Tochter Anita (Sozialwissenschaftlerin) als jüngstes Kind.
Von 1940 bis 1945 leistete Heiliger Wehrdienst. 1941 kurz nach Beginn des Deutsch-Sowjetischen Krieges in die Wehrmacht eingezogen, kam Heiliger als Funker an die Ostfront. Durch Fürsprache Arno Brekers erlangte er jedoch 1943 eine Unabkömmlichstellung (sogenannte UK-Stellung) und konnte seine Arbeit in Wriezen in den Bildhauerwerkstätten Arno Brekers fortführen. Durch den als Volkssturm bezeichneten Erlass vom 25. September 1944 verlor Heiliger gleichwohl seine Protektion und wurde erneut einberufen. Er entzog sich durch Desertion und Flucht durch Norddeutschland, wo er sich unter anderem in St. Peter-Ording, Hamburg und Bad Schwartau aufhielt und das Kriegsende im Mai 1945, an Diphtherie erkrankt, in einem Bremer Lazarett erlebte.
Im November 1945 kehrte er nach Berlin zurück, wo er sich als freier Bildhauer niederließ. Ab 1946 hatte er erste Ausstellungen im Privathaus von Karl Buchholz und in der Galerie Gerd Rosen. Nach einem Lehrauftrag als Professor für Plastik an der Hochschule für angewandte Kunst Berlin-Weißensee von 1947 bis 1949 folgte Ende 1949 die Berufung als Professor an die Hochschule der Künste in Berlin-Charlottenburg durch Karl Hofer, wo er bis 1986 lehrte.
Als Wohn- und Schaffensort bezog Heiliger den Ostflügel des Ateliers am Käuzchensteig in Berlin-Dahlem, der für Arno Breker errichtet worden war. „Im Villenviertel Dahlem nimmt der junge Bildhauer 1949 sein eigenes Domizil in Beschlag, es ist das ehemalige, vom NS-Staat aufwendig ausgebaute Atelier seines früheren Lehrers Arno Breker,“ berichtete der Deutschlandfunk in einer Sendung zum 25. Todestag des Künstlers.

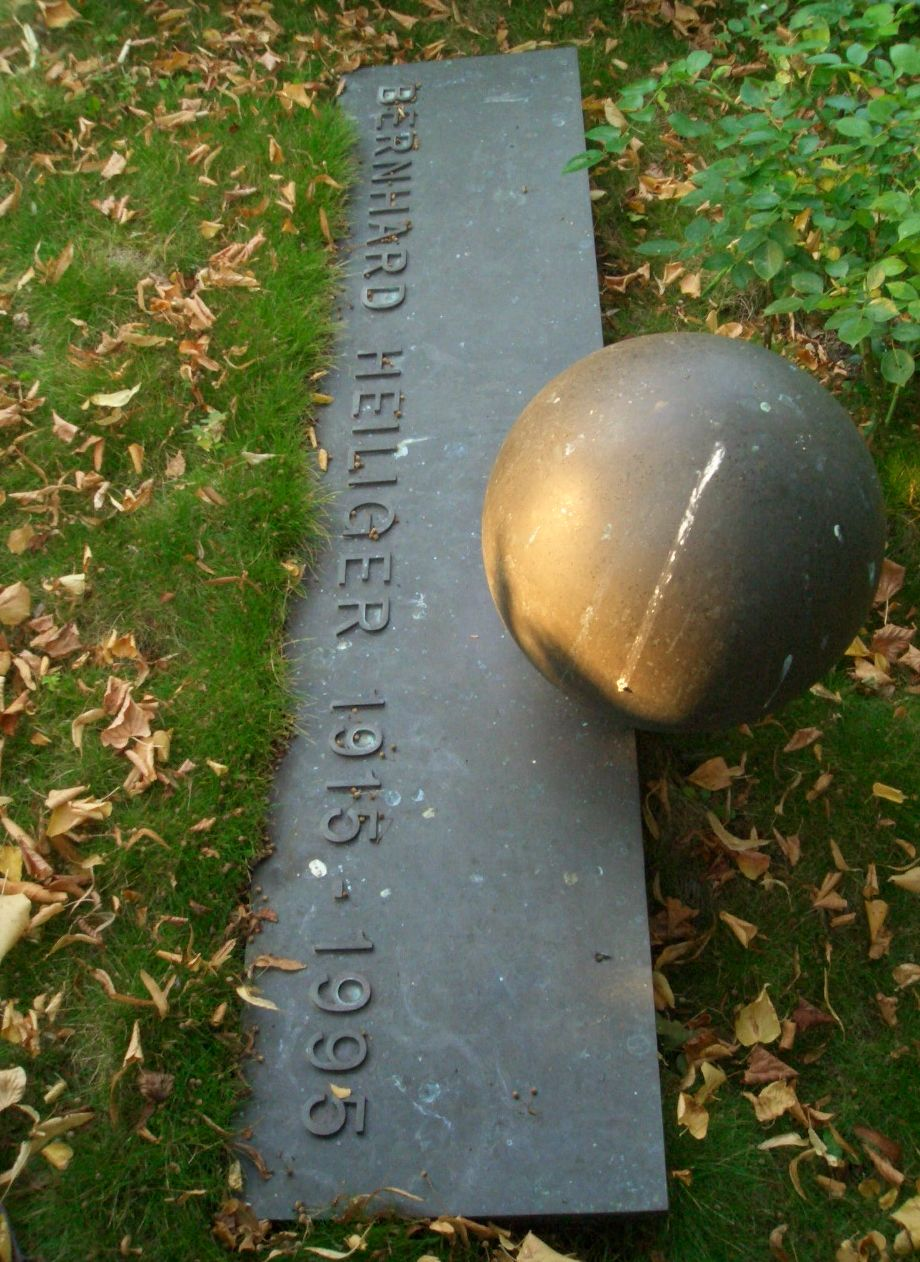
Plastik Mutter Erde auf Heiligers Ehrengrab auf dem Friedhof Dahlem

Erste internationale Anerkennung erhielt Heiliger für seinen Entwurf des Mahnmals des Unbekannten Politischen Gefangenen (1953), der mit dem Preis der Bundesregierung und dem Anerkennungspreis des Institute of Contemporary Arts, London, ausgezeichnet wurde. Es folgten prominente Ausstellungsbeteiligungen, so an der documenta I und der documenta II in Kassel (1955 und 1959) und der Biennale in Venedig (1956). Zu den Auftragswerken gehörte der 1957/58 entstandene monumentale Figurenbaum für den Deutschen Pavillon der Weltausstellung Expo 58 in Brüssel. Auf dem Ernst-Reuter-Platz in Berlin wurde seine Plastik Die Flamme 1963 aufgestellt, am Reichstag Berlin die zweiteilige Hängeplastik Kosmos 70 und beim Bundespräsidialamt in Bonn die Plastik Montana.
Heiliger war von 1951 bis 1960 Vorstandsmitglied des Deutschen Künstlerbundes.
Bernhard Heiliger starb Ende Oktober 1995, zwei Wochen vor seinem 80. Geburtstag, in Berlin. Die Beisetzung erfolgte auf dem dortigen Friedhof Dahlem. Die als Grabmarkierung dienende Plastik „Mutter Erde“ stammt von ihm selbst. Auf Beschluss des Berliner Senats ist die letzte Ruhestätte von Bernhard Heiliger (Grablage: 005 Nr. 15/16) seit 1997 als Ehrengrab des Landes Berlin gewidmet. Die Widmung wurde im Jahr 2021 um die übliche Frist von zwanzig Jahren verlängert.

## Ehrungen
- 1950: Kunstpreis der Stadt Berlin
- 1952: Kunstpreis der Stadt Köln
- 1953: Nationaler und Internationaler Preis des Institute of Contemporary Art (London)
- 1955: ordentliches Mitglied der Akademie der Künste, Berlin
- 1956: Großer Kunstpreis des Landes Nordrhein-Westfalen
- 1974: Großes Bundesverdienstkreuz
- 1975: Lovis-Corinth-Preis
- 1978: Mitglied der Accademia Fiorentina (Florenz)
- 1984: Ehrenmitglied des Deutschen Künstlerbundes

## Bernhard-Heiliger-Stiftung
Die 1996 von Sabine Wellmann-Heiliger, mit der er seit 1975 in vierter Ehe verheiratet war, aus seinem künstlerischen Nachlass gegründete Bernhard-Heiliger-Stiftung hat ihren Sitz im historischen Ateliergebäude in Berlin-Dahlem, in dem heute mit dem Kunsthaus Dahlem ein Museum der Nachkriegsmoderne angesiedelt ist. Dieses zeigt auch die Arbeiten von Bernhard Heiliger. Zusammen mit der Erbengemeinschaft verwaltet die Stiftung die Rechte am Werk Bernhard Heiligers. Kurator der Stiftung ist Heiligers Stiefsohn Marc Wellmann. Die Stiftung erhält auch Mittel aus der Deutschen Klassenlotterie.

## Werk
Heiligers vielfältiges Schaffen erstreckt sich von einer organisch-verschliffenen Figuration am Beginn seiner Karriere, die in ihrer Ästhetik an Werke Henry Moores erinnert, bis hin zur freien Abstraktion. Heiliger löste sich von der menschlichen Figur ab den 1960er Jahren in Form von vegetabilen, aufgebrochenen Gebilden, die an die gegenstandslose Kunst des europäischen Informel anknüpften. Ab den 1970er Jahren gelangte Heiliger dann zu technoid anmutenden Raumkompositionen, die dann in die musikalisch gestimmte Geometrie der späten Jahre mündeten. Die Aufhebung von Masse und Volumen sowie das Festhalten von Bewegung in einem statischen Moment sind dabei zentrale Aspekte.
Die unterschiedlichen Stilphasen in Heiligers Werk gehen einher mit einem Wechsel der verwendeten Materialien bzw. der angewandten Techniken. Während die Werke der 1950er und 1960er Jahre von den verschiedenen Guss- und Formverfahren geprägt sind – Steinguss, Eternit, Aluminium und vor allem Bronze –, entstanden ab den 1970er Jahren Unikate aus Leichtmetallen, Edelstahl und später fast ausschließlich aus Corten-Stahl. In diesem Sinne lässt sich Heiligers Werk in eine frühe „Bronzezeit“ und eine späte „Eisenzeit“ differenzieren.
Hervorzuheben ist eine Serie Porträtköpfe bedeutender Personen der 1950er und frühen 1960er Jahre. Heiliger hat zudem viele Großplastiken im öffentlichen Raum geschaffen, wie etwa die sieben Meter hohe Bronzeplastik Die Flamme (1962/63) auf dem Berliner Ernst-Reuter-Platz. Seine Werke wurde in Museen und Sammlungen des In- und Auslandes gezeigt, etwa in der Nationalgalerie in Berlin, den Musees des Beaux Arts in Antwerpen, dem Museo Moderno in Sao Paulo und dem Museum of Modern Arts in New York.
Besonders bekannte Werke sind
- Max-Planck-Denkmal, 1948–49, Berlin, Humboldt-Universität, Ehrenhof
- Portraitkopf Karl Hofer, 1951
- Portraitkopf Alexander Camaro, 1953
- Portraitkopf Boris Blacher, 1954
- Portraitkopf Ernst Reuter, 1955 aufgestellt in der Hauptverwaltung der BVG in Berlin
- Zwei Frauen in Beziehung, Innenhof des Ludwig-Georgs-Gymnasiums in Darmstadt
- Portraitkopf Dore Hoyer, 1957, Deutsches Tanzarchiv Köln
- Figurenbaum, 1957–58, Bonn, Park am Kanzlerbungalow
- Siemens-Gedenkwand in Berlin-Siemensstadt, 1958
- Portraitkopf Walter Gropius, 1959
- Traum II, 1959, Münster, Westlotto
- Portraitkopf Ernst May (verschollen)
- Portraitkopf Theodor Heuss, 1960
- Die fünf Erdteile, 1960, Kiel, Oberpostdirektion
- Portraitkopf Ludwig Erhard, 1962
- Die Flamme, 1962–63, Ernst-Reuter-Platz, Berlin
- Auftakt, 1963, Berlin, Foyer der Philharmonie
- Portraitkopf Martin Heidegger, 1964
- Großer Phönix I, 1964–66, Nürnberg, vor dem Germanischen Nationalmuseum
- Relieffries, 1964–65, Bremen, Haus der Bremischen Bürgerschaft
- Großer Phoenix III, 1966/92, Unter den Linden, Zollernhof, Berlin
- Drei Vertikale Motive, 1966–67, Berlin, Skulpturenhof der Neuen Nationalgalerie
- Montana I, 1968, Stuttgart, vor der Württembergischen Landesbibliothek[6]
- Zeichen 74, Tucherpark, München
- Orbit I (1978/1983) im Besitz der Berlinischen Galerie, 2008–2014 als Leihgabe im Klinikum im Friedrichshain zu sehen, nun eingelagert
- Auge der Nemesis, 1979–80, Berlin, Lehniner Platz vor der Neuen Schaubühne
- Tag und Nacht, 1981–82, Stuttgart-Untertürkheim, Daimler AG
- Deus ex Machina, 1985, Skulpturenmeile Hannover

## Galerie

Auswahl von Kunstwerken
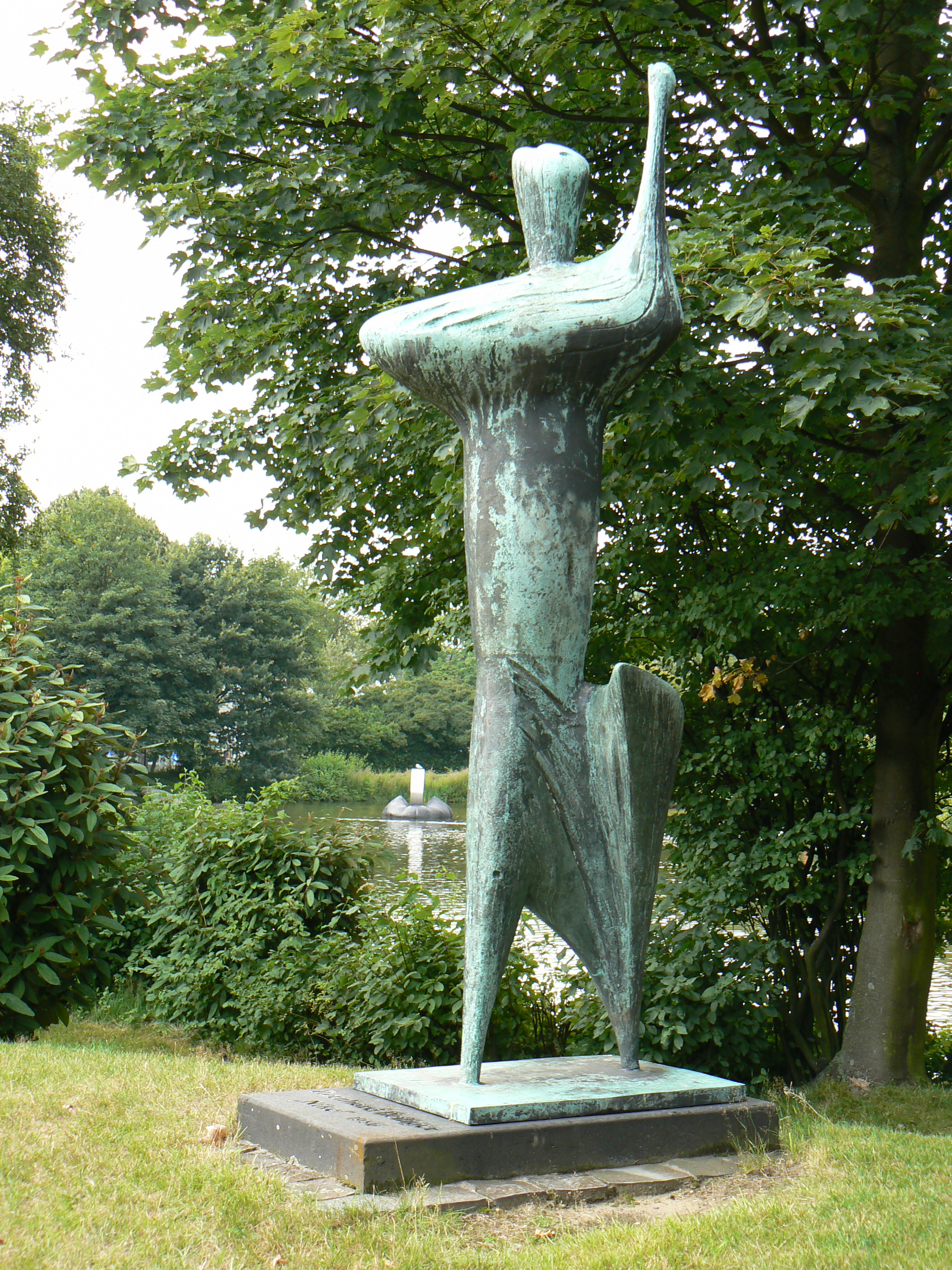
Nike (1956) Marl
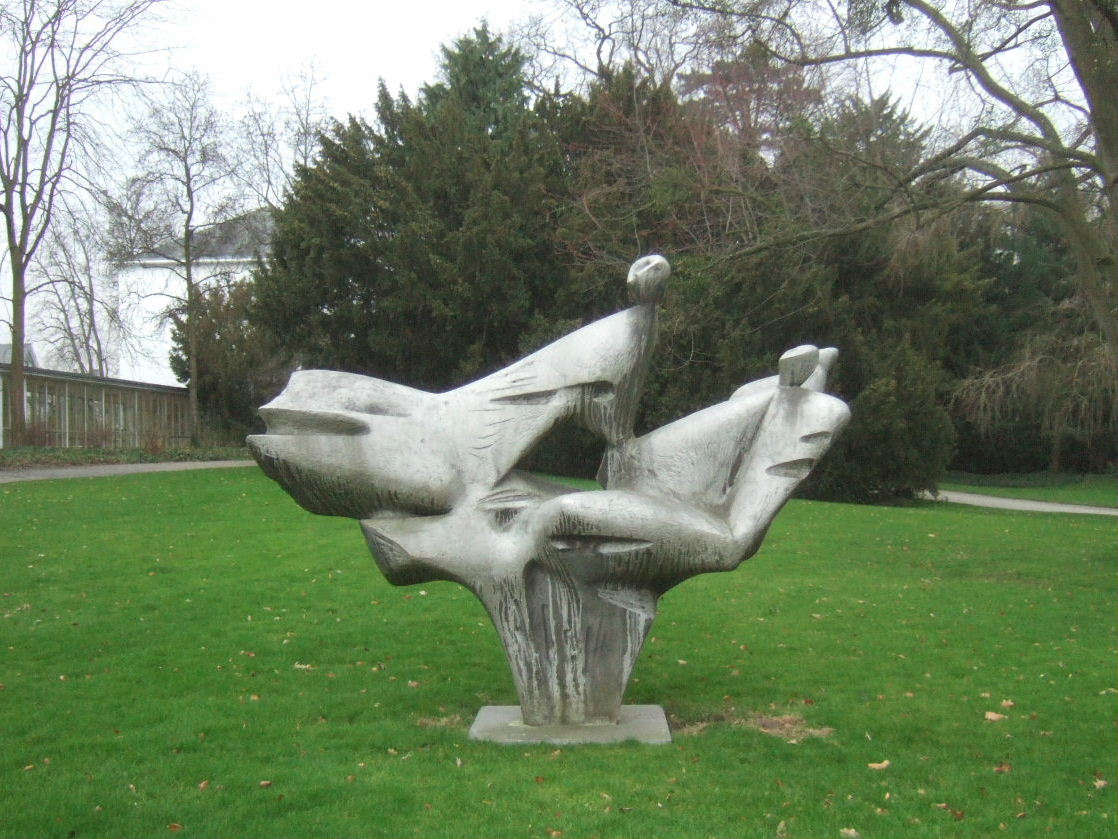
Figurenbaum (1957/58) Bonn
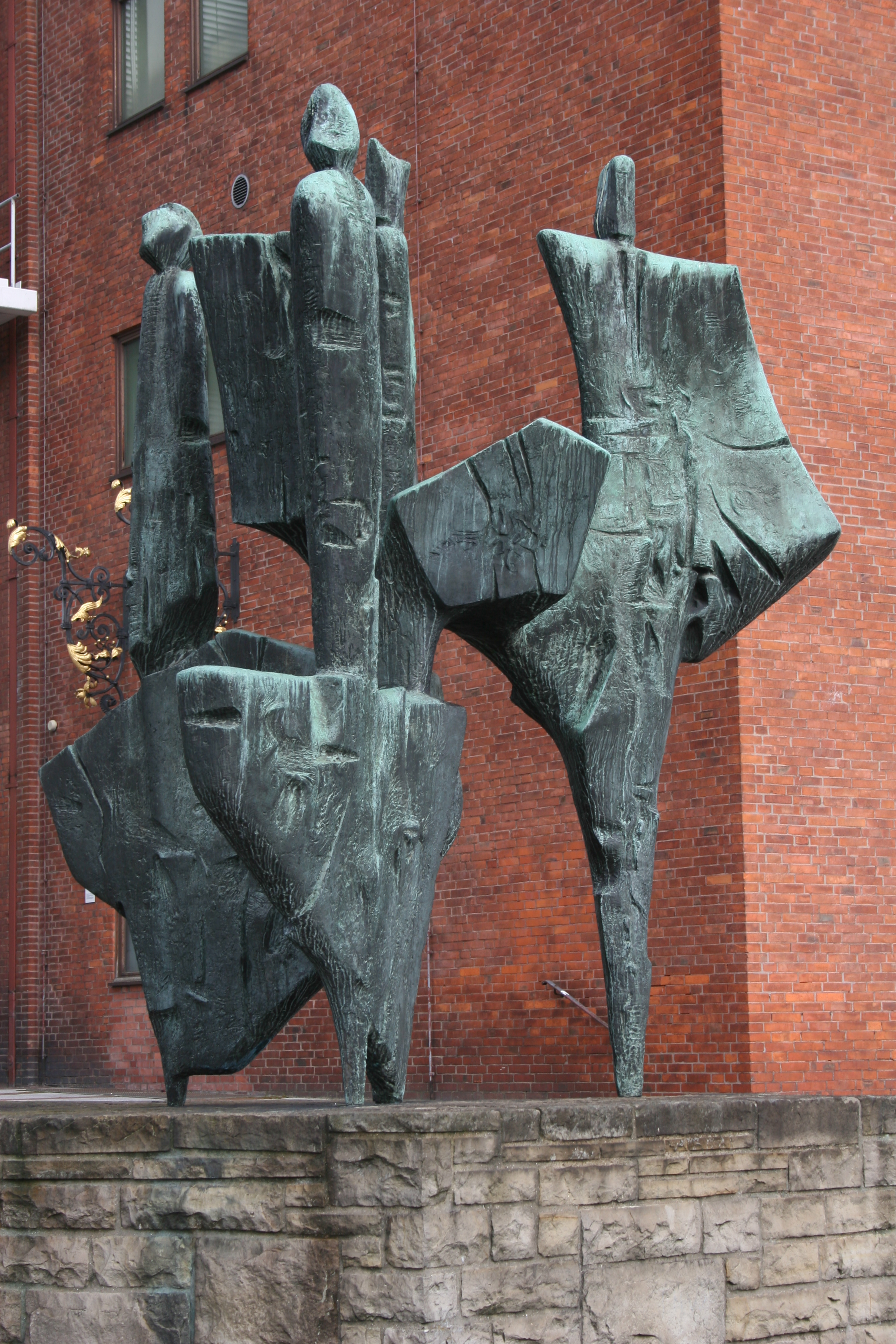
Die fünf Erdteile (1961) Kiel
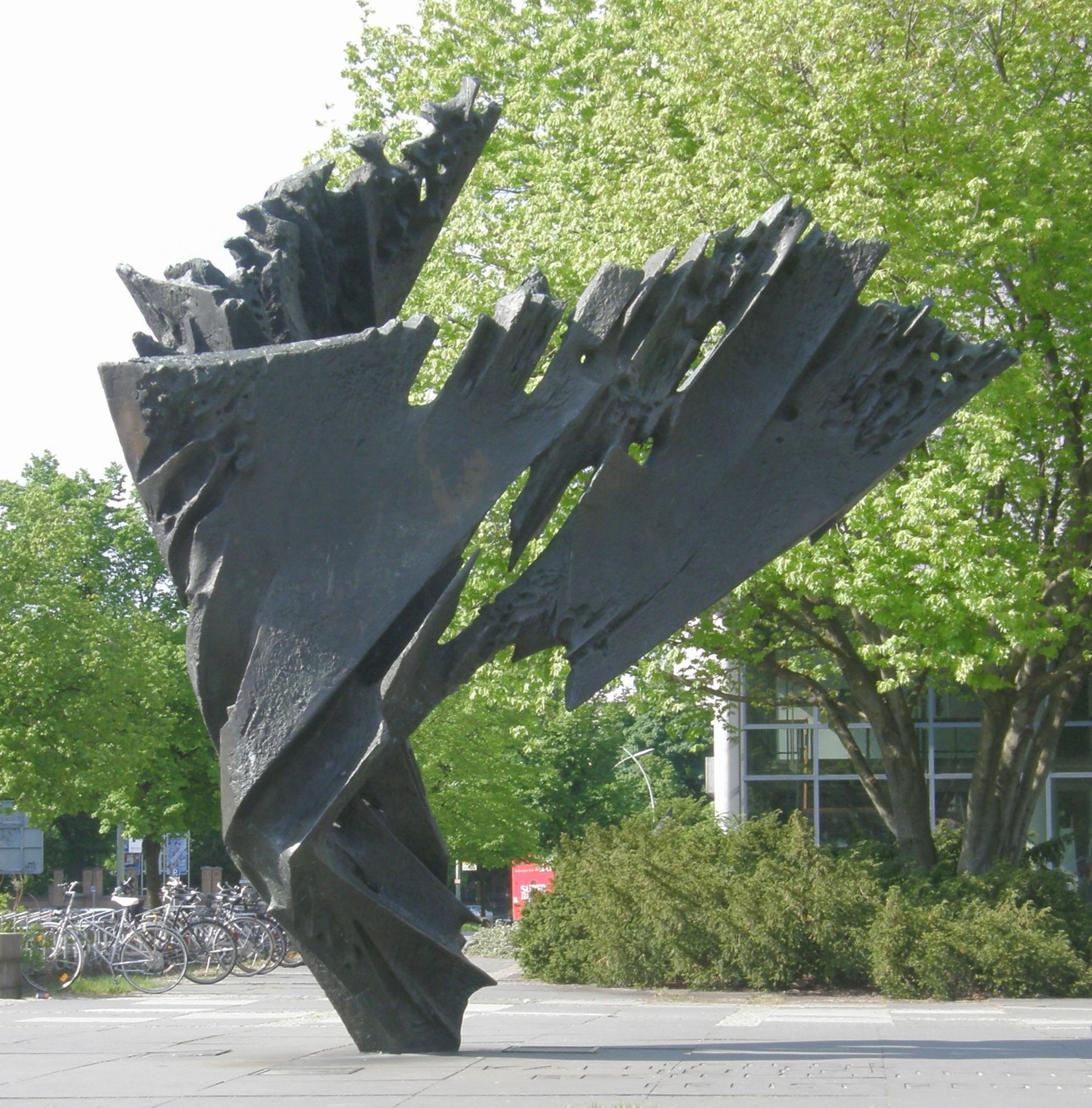
Die Flamme (1962/63) Berlin
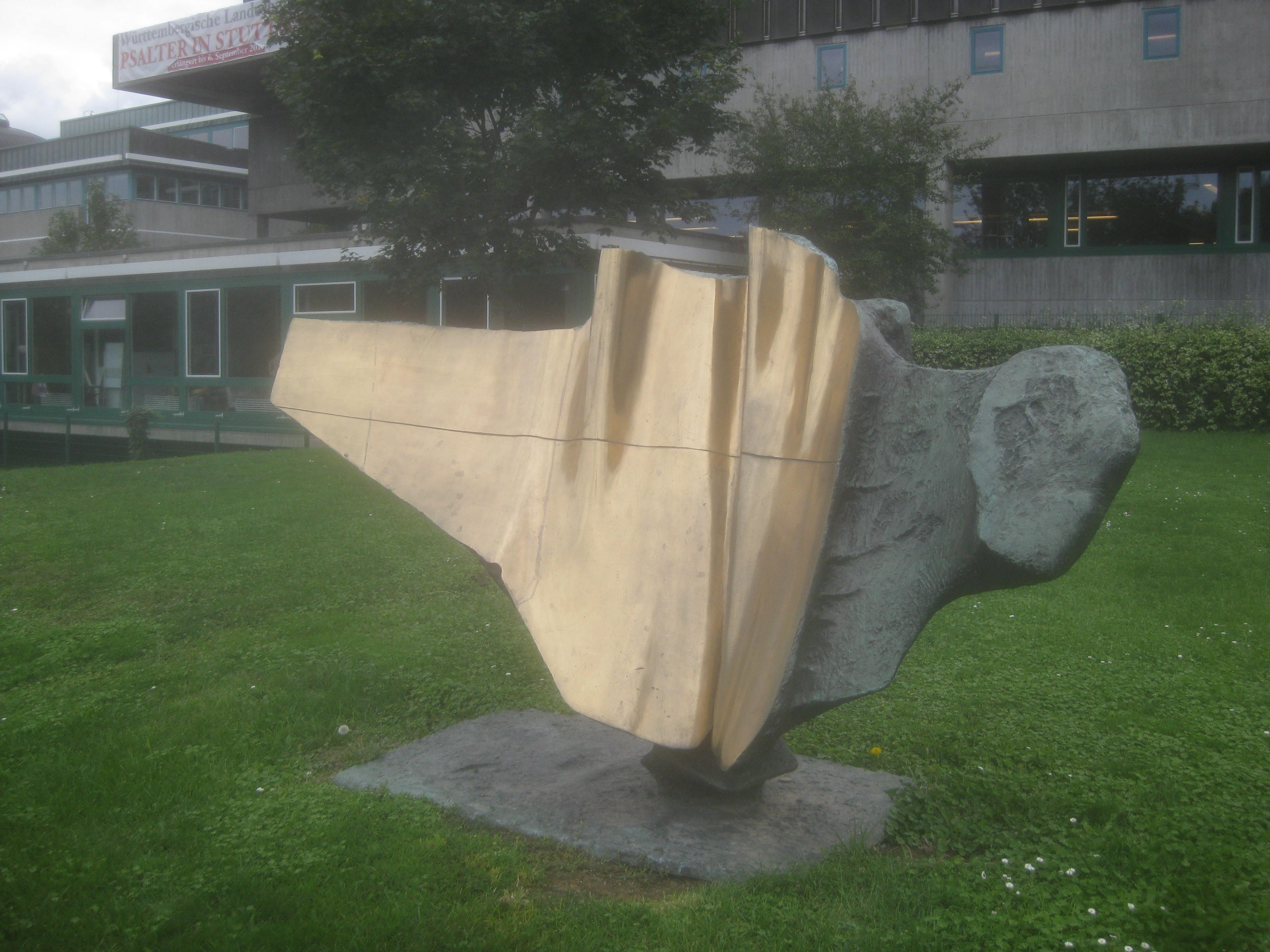
Montana I (1968/69) Stuttgart
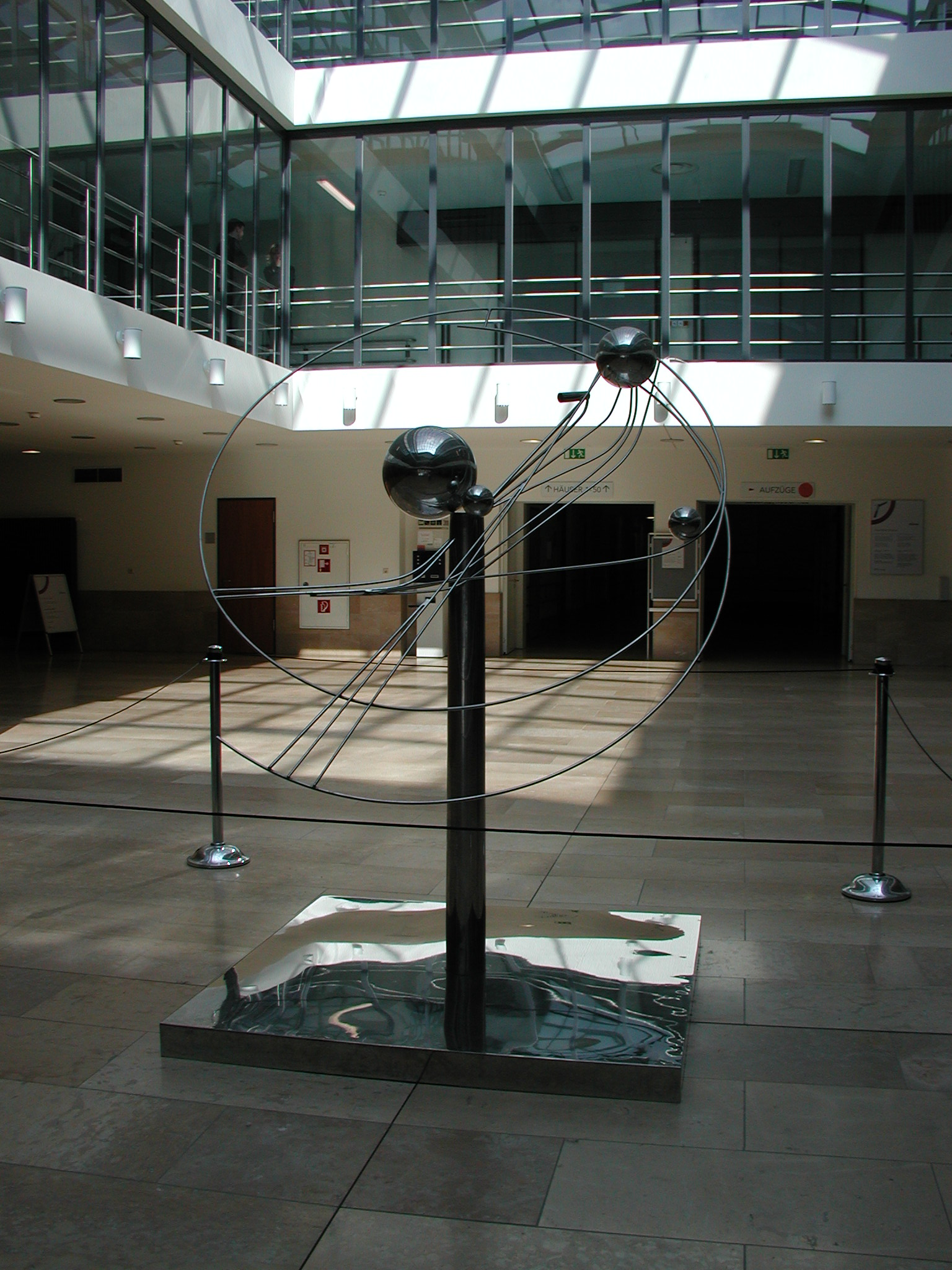
Orbit I (1978) Berlin-Friedrichshain
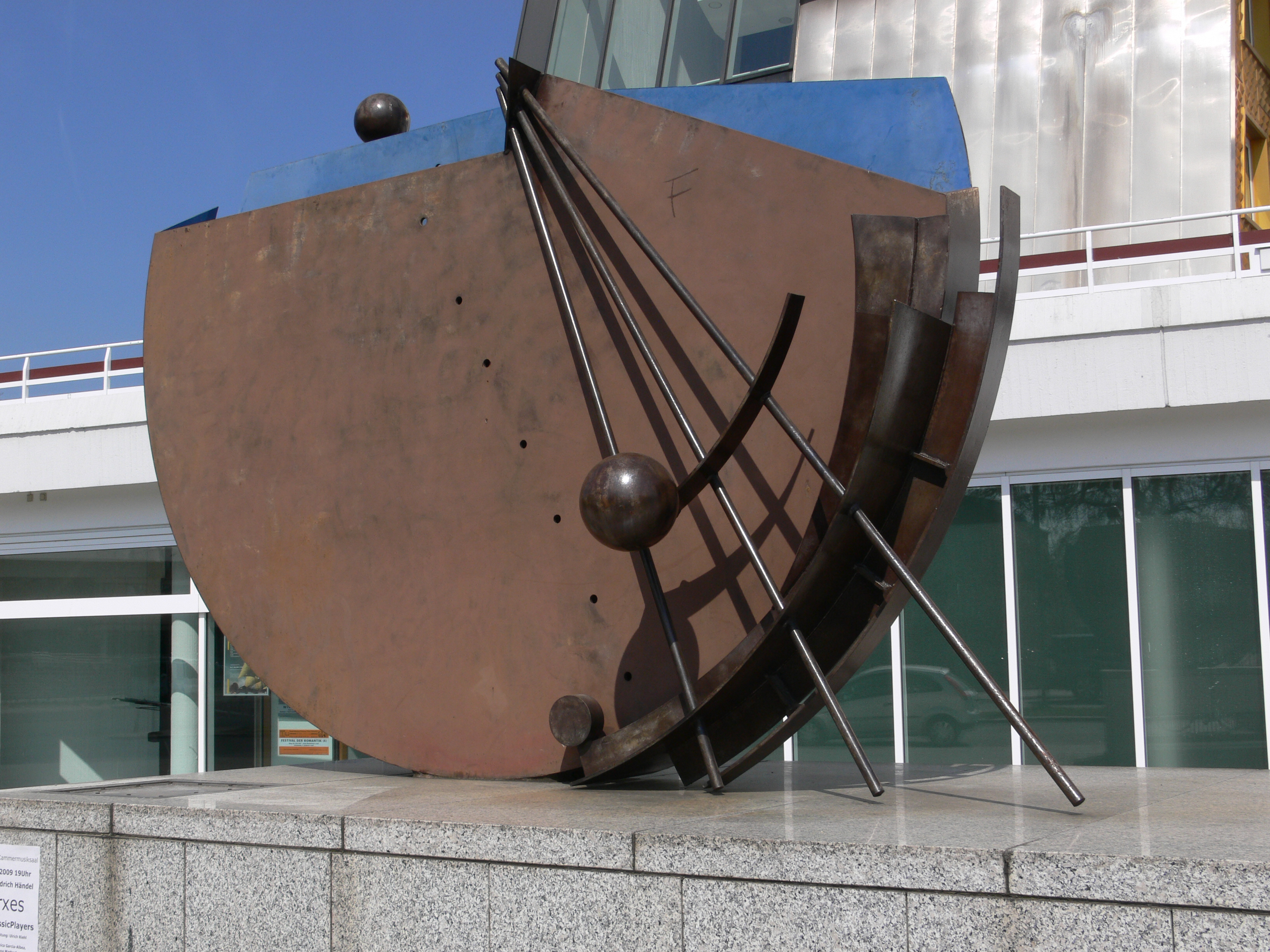
Echo I (1987) Berlin-Tiergarten
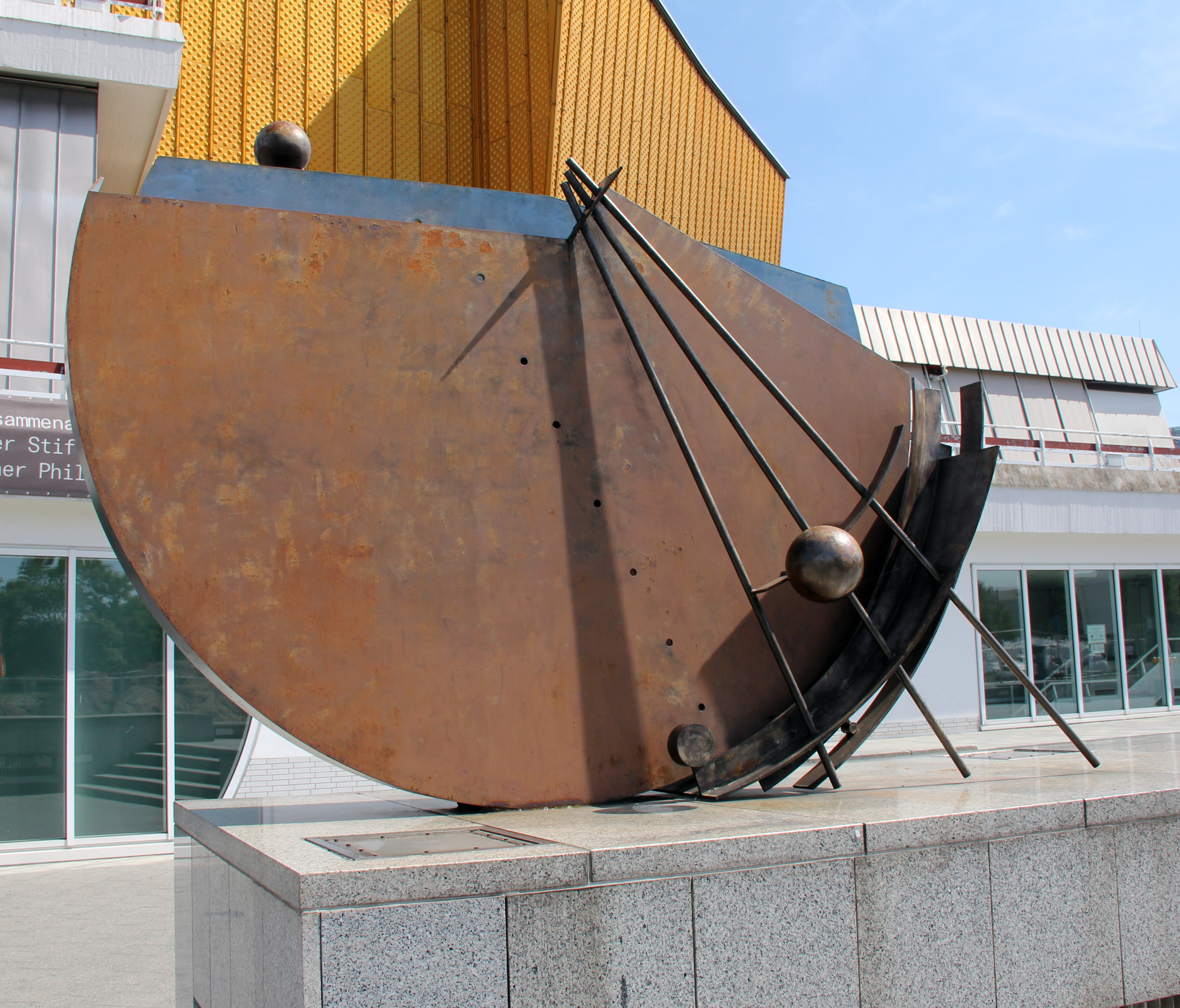
Echo II (1987) Berlin-Tiergarten
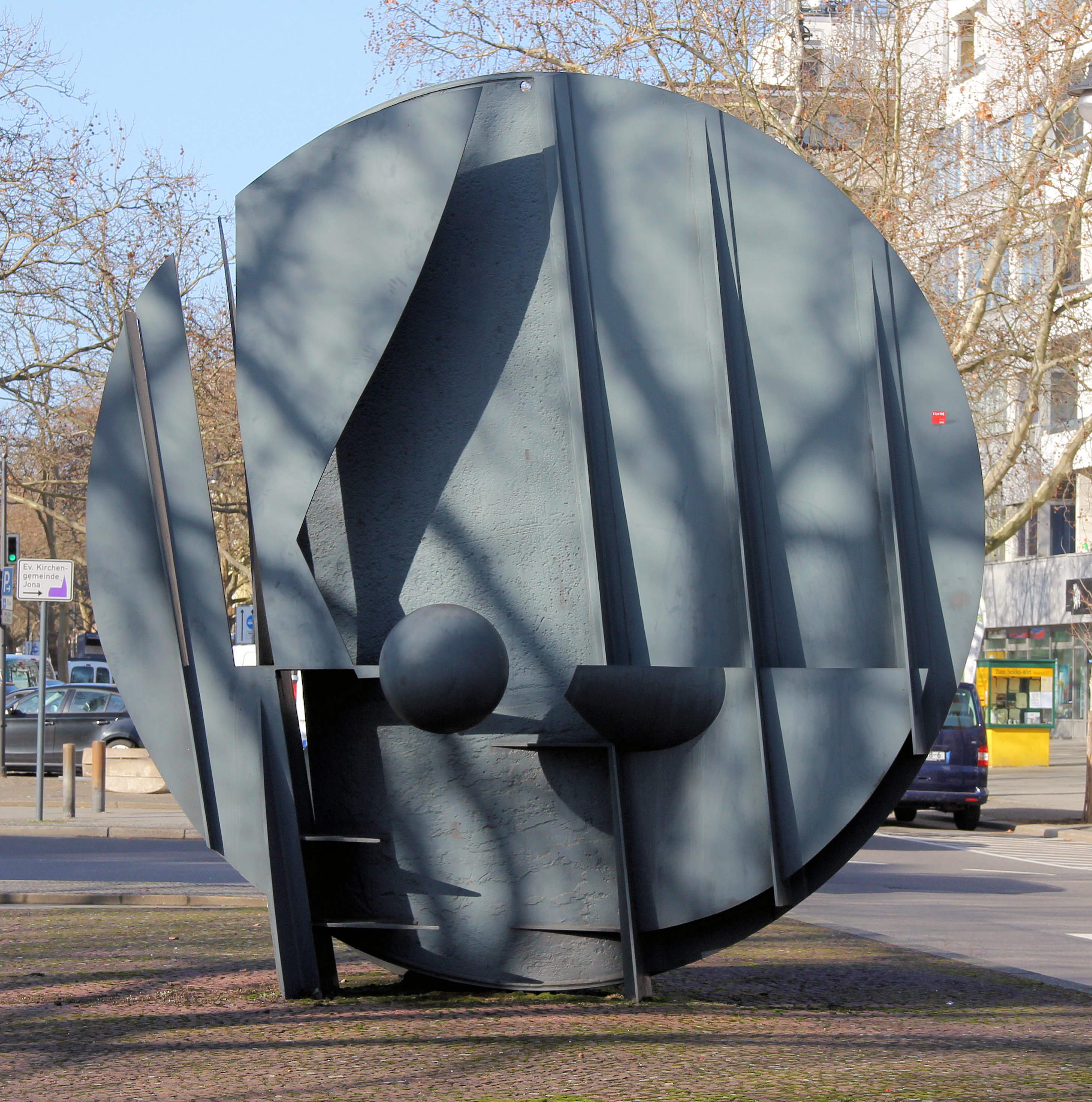
Auge der Nemesis (1980) Bezirk Charlottenburg-Wilmersdorf
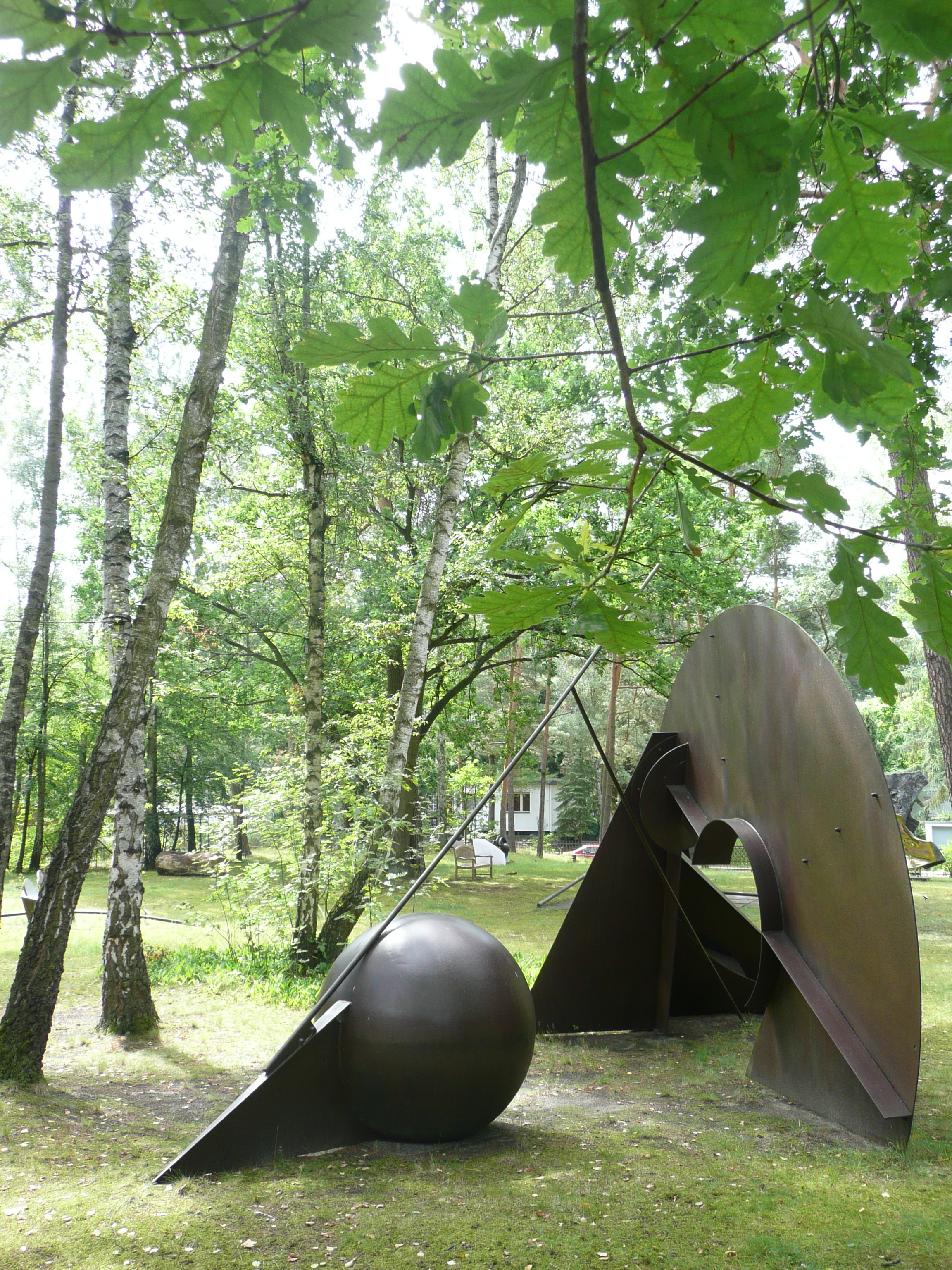
Tor der Kugel (1988/89), Berlin-Dahlem
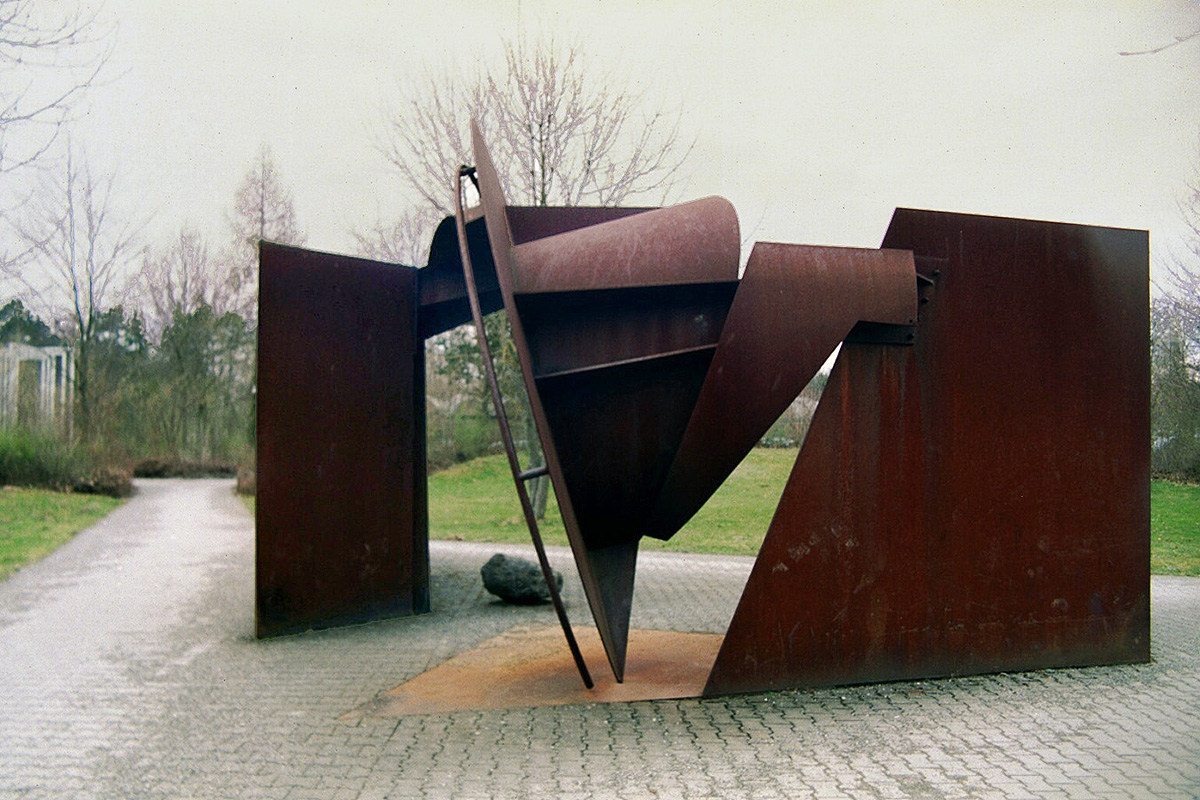
Ulmer Tor (1989) Ulm
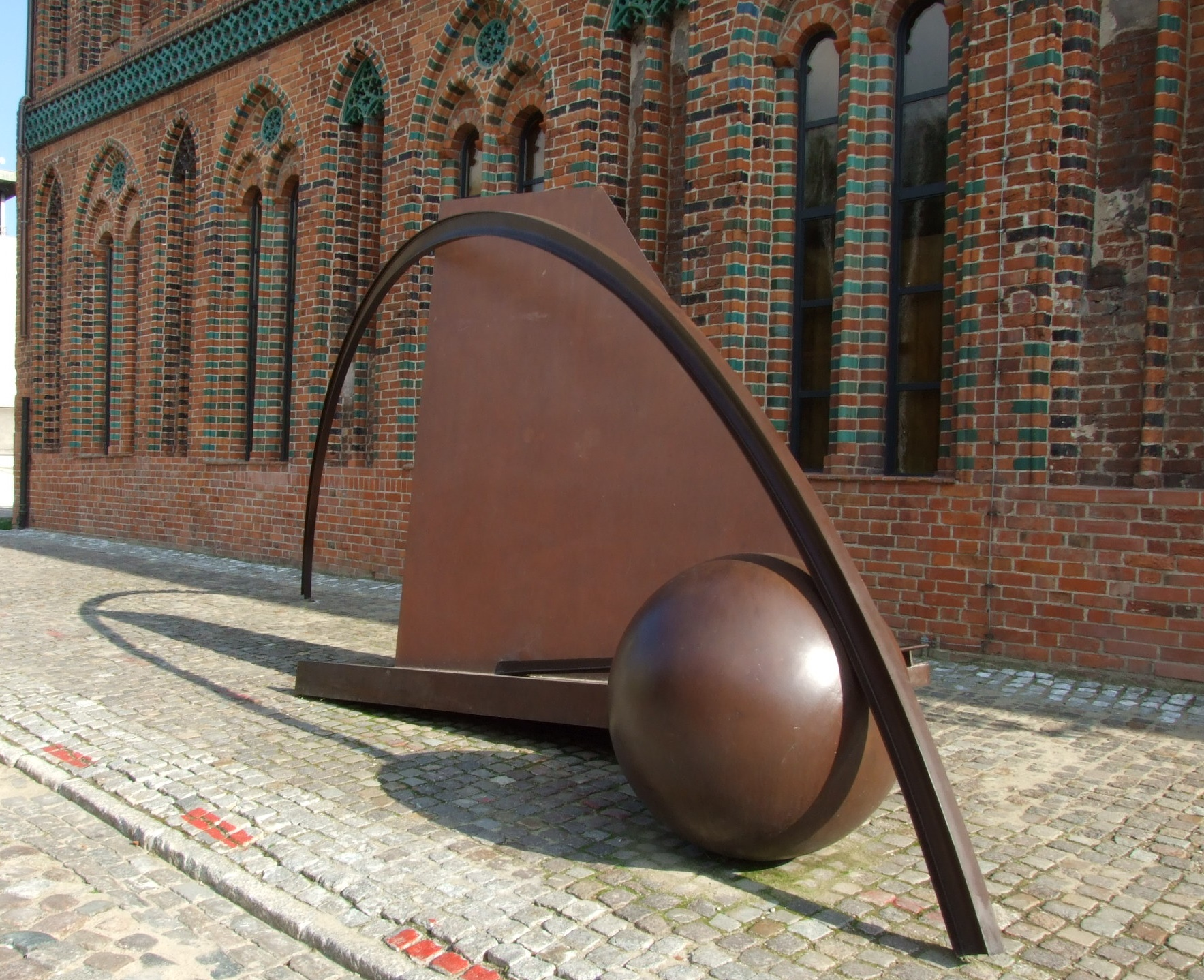
Großer Bogen (1991) Stettin

## Einzelausstellungen
- 1950 Bernhard Heiliger, Haus am Waldsee, Berlin
- 1951 Bernhard Heiliger, Kunstverein Hamburg, Kunstverein Oldenburg, Kaiser Wilhelm Museum Krefeld, Museum Folkwang Essen, Museum am Ostwall Dortmund, Märkisches Museum der Stadt Witten, Von-der-Heydt-Museum Wuppertal
- 1956 Bernhard Heiliger: Köpfe aus den Jahren 1948–55, Haus am Waldsee Berlin, Kölnischer Kunstverein, Städtisches Museum Mülheim an der Ruhr, Kasseler Kunstverein, Museum Folkwang Essen, Kunstverein Braunschweig
- 1957 Bernhard Heiliger: Plastik, Zeichnungen, Haus am Waldsee, Berlin
- 1959–1960 Bernhard Heiliger: Skulpturen, Zeichnungen seit 1945, Stadthalle Wolfsburg, Kongresshalle Berlin, Städtische Kunsthalle Mannheim, Kunstmuseum Luzern
- 1961 Bernhard Heiliger, Staempfli Gallery, New York
- 1964 Bernhard Heiliger, Galerie im Erker, St. Gallen
- 1975 Bernhard Heiliger: Skulpturen und Zeichnungen 1960–1975, Neuer Berliner Kunstverein und Akademie der Künste, Berlin
- 1981 Bernhard Heiliger: 10 Großplastiken auf der Moorweide, Galerie Levy, Hamburg
- 1984 Bernhard Heiliger, Skulpturen, Galerie Roswitha Haftmann Modern Art, Zürich[7]
- 1985 Bernhard Heiliger: Retrospektive, Wilhelm-Lehmbruck-Museum, Duisburg
- 1988 Bernhard Heiliger, Skulpturen, Collagen, Zeichnungen, Galerie Roswitha Haftmann Modern Art, Zürich[8]
- 1991 Bernhard Heiliger: Skulpturen im Lustgarten. Reliefobjekte und collagierte Zeichnungen im Alten Museum, Staatliche Museen zu Berlin, Nationalgalerie, Berlin
- 1995 Bernhard Heiliger Retrospektive, Kunst- und Ausstellungshalle der Bundesrepublik Deutschland, Bonn
- 1998 Retrospektive, Nationalmuseum, Stettin (Polen)
- 2000–2002 Bernhard Heiliger – Die Köpfe, Georg-Kolbe-Museum Berlin, Von-der-Heydt-Museum Wuppertal, Kloster Unser Lieben Frauen, Kunstmuseum Magdeburg u. a.
- 2005–2006 Bernhard Heiliger 1915–1995: Kosmos eines Bildhauers, Martin-Gropius-Bau, Berlin

## Bücher und Kataloge
- Marc Wellmann (Hrsg.): Bernhard Heiliger 1915–1995: Monographie und Werkverzeichnis. Im Auftrag der Bernhard-Heiliger-Stiftung, Wienand Verlag, Köln 2005, ISBN 3-87909-869-7.
- Bernhard Heiliger – Die Köpfe. Wienand Verlag, Köln 2000, ISBN 3-87909-737-2.
- Lothar Romain, Siegfried Salzmann (Hrsg.): Bernhard Heiliger. Propyläen, Frankfurt am Main, Berlin 1989, ISBN 3-549-05308-8.
- Bernhard Heiliger: Retrospektive, 1945 bis 1995. Verlag Cantz, [Ostfildern] 1995, ISBN 3-89322-754-7.
- Heiliger, Bernhard. In: Hans Vollmer (Hrsg.): Allgemeines Lexikon der bildenden Künstler des XX. Jahrhunderts. Band 2: E–J. E. A. Seemann, Leipzig 1955, S. 406 (Textarchiv – Internet Archive – Leseprobe).